# Diócesis de Sakania-Kipushi
La diócesis de Sakania-Kipushi (en latín: Dioecesis Sakaniensis-Kipushiensis y en francés: Diocèse de Sakania-Kipushi) es una circunscripción eclesiástica de la Iglesia católica en la República Democrática del Congo. Se trata de una diócesis latina, sufragánea de la arquidiócesis de Lubumbashi. Desde el 7 de abril de 2004 su obispo es Gaston Kashala Ruwezi, de la Pía Sociedad de San Francisco de Sales.

## Territorio y organización
La diócesis tiene 40 000 km² y extiende su jurisdicción sobre los fieles católicos de rito latino residentes en el territorio de Sakania y en parte del de Kipushi en la provincia de Alto Katanga.
La sede de la diócesis se encuentra en la ciudad de Sakania, en donde se halla la Catedral del Sagrado Corazón. En Kipushi existe un concatedral.
En 2020 en la diócesis existían 18 parroquias.

## Historia
La prefectura apostólica de Lwapula Superior fue erigida el 12 de mayo de 1925 con el breve Supremi apostolatus del papa Pío XI, obteniendo el territorio de la prefectura apostólica de Katanga (hoy arquidiócesis de Lubumbashi).
El 14 de noviembre de 1939, como resultado de la bula Si sedulo Evangelii del papa Pío XII, la prefectura apostólica fue elevada a vicariato apostólico y asumió el nombre de vicariato apostólico de Sakania.
El 10 de noviembre de 1959 el vicariato apostólico fue elevado a diócesis con la bula Cum parvulum del papa Juan XXIII.
El 13 de noviembre de 1976 el territorio de Kipushi fue cedido por la arquidiócesis de Lubumbashi a la diócesis de Sakania.
El 5 de marzo de 1977 cambió su nombre por el de diócesis de Sakania-Kipushi en virtud del decreto Excellentissimus de la Congregación para la Evangelización de los Pueblos. Al mismo tiempo, se estableció una concatedral en Kipushi.

## Estadísticas
Según el Anuario Pontificio 2021 la diócesis tenía a fines de 2020 un total de 334 000 fieles bautizados.
| Año                                                                             | Población            | Población | Población      | Sacerdotes | Sacerdotes    | Sacerdotes    | Bautizados por sacerdote | Diáconos permanentes | Religiosos | Religiosos | Parroquias |
| Año                                                                             | Bautizados católicos | Total     | % de católicos | Total      | Clero secular | Clero regular | Bautizados por sacerdote | Diáconos permanentes | Varones    | Mujeres    | Parroquias |
| ------------------------------------------------------------------------------- | -------------------- | --------- | -------------- | ---------- | ------------- | ------------- | ------------------------ | -------------------- | ---------- | ---------- | ---------- |
| 1950                                                                            | 19 479               | 45 000    | 43.3           | 36         |               | 36            | 541                      |                      | 51         | 19         |            |
| 1970                                                                            | 72 840               | 148 410   | 49.1           | 122        | 60            | 62            | 597                      |                      | 88         | 42         |            |
| 1980                                                                            | 75 000               | 160 215   | 46.8           | 41         | 2             | 39            | 1829                     |                      | 52         | 38         | 5          |
| 1990                                                                            | 103 000              | 191 000   | 53.9           | 48         | 13            | 35            | 2145                     |                      | 62         | 50         | 7          |
| 1999                                                                            | 109 480              | 203 515   | 53.8           | 39         | 13            | 26            | 2807                     |                      | 59         | 47         | 8          |
| 2000                                                                            | 109 880              | 203 915   | 53.9           | 47         | 21            | 26            | 2337                     |                      | 63         | 44         | 8          |
| 2001                                                                            | 109 975              | 203 995   | 53.9           | 39         | 17            | 22            | 2819                     |                      | 59         | 48         | 8          |
| 2002                                                                            | 109 975              | 203 995   | 53.9           | 41         | 20            | 21            | 2682                     |                      | 69         | 46         | 8          |
| 2003                                                                            | 109 975              | 203 995   | 53.9           | 44         | 20            | 24            | 2499                     |                      | 73         | 51         | 8          |
| 2004                                                                            | 109 975              | 203 995   | 53.9           | 45         | 21            | 24            | 2443                     |                      | 75         | 54         | 8          |
| 2010                                                                            | 246 056              | 573 000   | 42.9           | 41         | 21            | 20            | 6001                     |                      | 67         | 56         | 15         |
| 2012                                                                            | 290 000              | 639 000   | 45.4           | 43         | 22            | 21            | 6744                     |                      | 60         | 57         | 15         |
| 2017                                                                            | 315 000              | 694 000   | 45.4           | 51         | 26            | 25            | 6176                     |                      | 98         | 55         | 16         |
| 2020                                                                            | 334 000              | 736 000   | 45.4           | 50         | 22            | 28            | 6680                     |                      | 195        | 38         | 18         |
| Fuente: Catholic-Hierarchy, que a su vez toma los datos del Anuario Pontificio. |                      |           |                |            |               |               |                          |                      |            |            |            |

## Episcopologio
- Joseph Sak, S.D.B. † (14 de julio de 1925-15 de marzo de 1946 falleció)
- René van Heusden, S.D.B. † (13 de febrero de 1947-22 de marzo de 1958 falleció)
- Petrus Frans Lehaen, S.D.B. † (12 de febrero de 1959-15 de junio de 1973 renunció)
  - Sede vacante (1973-1975)
- Elie Amsini Kiswaya † (20 de noviembre de 1975-21 de diciembre de 2001 renunció)
  - Sede vacante (2001-2004)
- Gaston Kashala Ruwezi, S.D.B., desde el 7 de abril de 2004